# Parasmodix
Parasmodix es un género de arañas cangrejo de la familia Thomisidae. Contiene una sola especie, Parasmodix quadrituberculata. La especie fue descrita por Jézéquel en 1966.
El género aparece registrado en una sección de la publicación Bulletin du Muséum d'Histoire Naturelle (2) 37.

## Distribución
Se distribuye por África: Costa de Marfil y Sudáfrica.